# Organisation socialiste des travailleurs (Sénégal)
Pour les articles homonymes, voir Organisation socialiste des travailleurs.
L'Organisation socialiste des travailleurs (OST) est un ancien parti politique sénégalais d'obédience trotskiste.

## Histoire
Ce parti est fondé à Dakar en 1973 par une poignée de militants sous le nom de Groupement des ouvriers révolutionnaires (GOR) et en lien avec la Quatrième International (SU dont le principal leader est alors le belge Ernest Mandel)
En 1976 une fraction minoritaire du GOR s'en sépare pour former la Ligue communiste des travailleurs (LCT) liée au courant Lambertiste. 
Le GOR rejoint alors officiellement la Quatrième Internationale comme « groupe sympathisant. » En février 1982, il est légalement enregistré comme parti politique sous le nom d'Organisation socialiste des travailleurs (OST).
Lors de l'élection présidentielle de 1983 il soutient Majhemout Diop du Parti africain de l'indépendance.
En 1991 l'OST est l'un des membres fondateurs de And-Jëf/Parti africain pour la démocratie et le socialisme (And-Jëf/PADS). Ce courant disparaît ensuite.

## Orientation
C'était un parti d'extrême gauche.

## Organisation
Le secrétaire général de l'OST était Mbaye Bathily.
Le parti publiait un périodique intitulé Combat ouvrier.